# Stonewall Gap (Colorado)
Stonewall Gap es un lugar designado por el censo ubicado en el condado de Las Ánimas en el estado estadounidense de Colorado. En el Censo de 2010 tenía una población de 67 habitantes y una densidad poblacional de 13,47 personas por km².

## Geografía
Stonewall Gap se encuentra ubicado en las coordenadas 37°9′38″N 105°2′3″O / 37.16056, -105.03417. Según la Oficina del Censo de los Estados Unidos, Stonewall Gap tiene una superficie total de 4.97 km², de la cual 4.97 km² corresponden a tierra firme y (0%) 0 km² es agua.

## Demografía
Según el censo de 2010, había 67 personas residiendo en Stonewall Gap. La densidad de población era de 13,47 hab./km². De los 67 habitantes, Stonewall Gap estaba compuesto por el 97.01% blancos, el 0% eran afroamericanos, el 1.49% eran amerindios, el 0% eran asiáticos, el 0% eran isleños del Pacífico, el 0% eran de otras razas y el 1.49% pertenecían a dos o más razas. Del total de la población el 10.45% eran hispanos o latinos de cualquier raza.